# Cavalero
Cavalero az Amerikai Egyesült Államok északnyugati részén, Washington állam Snohomish megyéjében elhelyezkedő település, 2010 előtt West Lake Stevens része.
Cavalero önkormányzattal nem rendelkező, úgynevezett statisztikai település; a Népszámlálási Hivatal nyilvántartásában szerepel, de közigazgatási feladatait Snohomish megye látja el. A 2010. évi népszámlálási adatok alapján 4660 lakosa van.
A település névadója a Cavelero család, azonban a térképeken a Cavalero alakot kezdték használni. A Lake Stevens-i Tankerület helyi iskolái a Cavelero alakot használják.

## Fordítás
- Ez a szócikk részben vagy egészben  a   Cavalero, Washington című angol Wikipédia-szócikk ezen változatának fordításán alapul.  Az eredeti cikk szerkesztőit annak laptörténete sorolja fel. Ez a jelzés csupán a megfogalmazás eredetét és a szerzői jogokat jelzi, nem szolgál a cikkben szereplő információk forrásmegjelöléseként.